# Médaille de la Bravoure Miloš Obilić
La médaille de la Bravoure Miloš Obilić est une décoration militaire du royaume de Serbie. Elle commémore Miloš Obilić, le héros national serbe mort à la bataille de Kosovo Polje, le 28 juin 1389, en tuant le chef ennemi, le sultan Mourad Ier. Il est resté dans la légende serbe comme l'archétype du patriote prêt au sacrifice suprême.

## Historique
Dite "Médaille de la Bravoure", elle est créée le 24 juillet 1913 par le Roi Pierre I°. La médaille d'or récompense les Officiers, la médaille d'argent les sous-officiers et hommes de troupe.
Elle a été décernée pendant les périodes suivantes :
- 1912-1918 par le Royaume de Serbie.
- 1918-1945 par le Royaume de Yougoslavie.
- 2009–présent par République de Serbie.

## Récipiendaires célèbres
- Milunka Savić, sous-officier féminin serbe
- René Cornemont, sous-officier aviateur français
- Patrick-Stefan Barriot, médecin-colonel de l'armée française
- Jacques Hogard, colonel français (armée de terre)